# PSD Bank Rhein-Ruhr

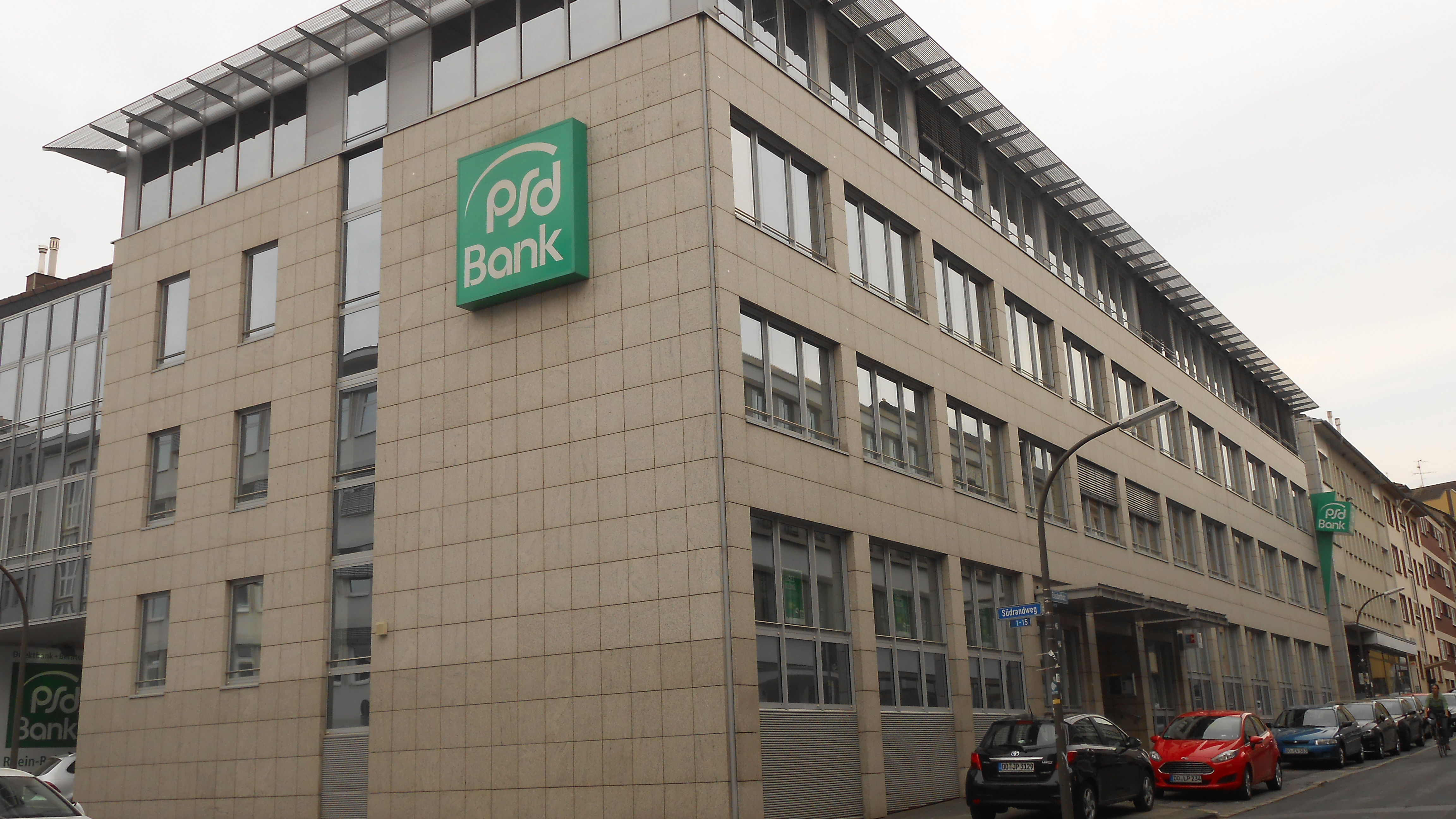
Filiale in Dortmund

Die PSD Bank Rhein-Ruhr eG ist eine deutsche genossenschaftliche beratende Direktbank für private Kunden mit Sitz in der nordrhein-westfälischen Landeshauptstadt Düsseldorf.

## Geschichte
Als „Geburtsstunde“ der heute bundesweit zwölf selbstständigen PSD Banken gilt das Jahr 1872. Eine im Postamtsblatt veröffentlichte General-Verfügung des Kaiserlichen Generalpostamts vom 4. Januar 1872 regte die Gründung von Spar- und Vorschussvereinen für die Postbeamten an. Bereits im Januar und Februar 1872 kam es zur Gründung der ersten derartigen Vereine. In jedem Oberpostdirektionsbezirk bestand ein Spar- und Vorschussverein mit dem Oberpostdirektor an der Spitze. 1872 gab es insgesamt 35 Vereine mit 12.067 Mitgliedern.
Am 4. Januar 1872 wurde auch ein Verein in Düsseldorf gegründet und im gleichen Jahr ein Verein in Dortmund. Ausschließlich Beamte und Angestellte der Post konnten Kunden bzw. Mitglieder werden. Diese „Vorschussvereine“ wurden wie die weiteren im Jahr 1903 in Post-Spar- und Darlehnsvereine (PSpDV) umbenannt.
In den Jahren 1998 und 1999 öffneten sich die Vereine für alle Privatkunden und wandelten zudem ihre Rechtsform in eingetragene Genossenschaften (eG); der Name wurde in PSD Bank geändert. Aus der Fusion der PSD Bank Düsseldorf eG mit dem Sitz in Düsseldorf und der PSD Bank Dortmund eG mit dem Sitz in Dortmund entstand im Jahr 2003 die heutige PSD Bank Rhein-Ruhr eG mit Sitz in Düsseldorf. Sie wurde damit damals zur größten der ehemals 14 deutschen PSD Banken.
Im Jahr 1998 firmierte der damalige Post-, Spar- und Darlehnsverein Düsseldorf  um in PSD Bank Düsseldorf und im Jahr 1999 erfolgte anschließend die Rechtsformänderung in eine Genossenschaft und Umfirmierung in PSD Bank Düsseldorf eG.
Der damalige Post-, Spar und Darlehnsverein Dortmund firmierte im Jahr 1996 um in PSD Bank Dortmund und im Jahr 1998 erfolgte anschließend die Rechtsformänderung in eine Genossenschaft und Umfirmierung in PSD Bank Dortmund eG.
Die Bank hat im Jahr 2016 von der BaFin eine Erlaubniserweiterung zum Betreiben des Pfandbriefgeschäftes erhalten.

## Rechtsverhältnisse
Die PSD Bank Rhein-Ruhr eG ist im Genossenschaftsregister beim Amtsgericht Düsseldorf unter GnR 470 eingetragen.

## Organisationsstruktur
Rechtsgrundlagen sind das Genossenschaftsgesetz und die durch die Vertreterversammlung beschlossene Satzung. Organe der Bank sind der Vorstand, der Aufsichtsrat und die Vertreterversammlung.

## Sicherungseinrichtung
Die PSD Bank Rhein-Ruhr eG ist der amtlich anerkannten Sicherungseinrichtung des Bundesverbandes der Deutschen Volksbanken und Raiffeisenbanken GmbH und der zusätzlichen freiwilligen Sicherungseinrichtung des Bundesverbandes der Deutschen Volksbanken und Raiffeisenbanken e. V. angeschlossen.

## Geschäftsausrichtung
Die PSD Bank Rhein-Ruhr eG betreibt das Universalbankgeschäft. Im Verbundgeschäft arbeitet sie mit der DZ Bank, R+V Versicherung, Bausparkasse Schwäbisch Hall und der Union Investment zusammen.
Die PSD Bank Rhein-Ruhr eG gehört der PSD Bankengruppe an. Als eine der zwölf selbständigen PSD Banken ist sie die mitgliederstärkste und nach Bilanzsumme zweitgrößte deutsche PSD-Bank, ein wichtiger Akteur am Finanzplatz Düsseldorf und Mitglied im Bundesverband der Deutschen Volksbanken und Raiffeisenbanken e. V. (BVR).

## Sponsoring
Seit 1. Juli 2021 ist die PSD Bank Rhein-Ruhr eG Sponsor des PSD Bank Dome in Düsseldorf-Rath und löste damit die Firma ISS Facility Services Holding GmbH als Hauptsponsor ab.

## Geschäftsgebiet
Ihr Geschäftsgebiet umfasst den nördlichen Teil des Ruhrgebietes.
An diesen Orten betreibt die Bank Filialen:
- Düsseldorf (Hauptstelle, jur. Sitz)
- Dortmund (Geschäftsstelle)